# 清水義高
清水 義高（しみず よしたか、生年不明 - 永禄8年6月2日（1565年6月29日））は、戦国時代の武将。最上氏の一族清水氏第5代当主である。
最上郡清水城主。清水家は最上家枝連衆の成沢家の庶家。最上川舟運の拠点清水を支配し、内陸進出を狙う武藤家から度々攻められた。永禄8年（1565年）、武藤氏に属した尾浦城主大宝寺義増と戦って敗れて討死した。